# Oiticica
A oiticica (Licania rigida) é uma planta da família Chrysobalanaceae, endêmica na caatinga e na vegetação típica da faixa de transição entre o sertão semiárido do Nordeste e a região Amazônica  (Mata dos Cocais). Nesta mata se encontra a palmeira babaçu, da qual é extraído o óleo utilizado na fabricação de cosméticos, margarinas, sabões e lubrificantes.

## Etimologia
Oiticica vem da língua tupi, significando um oiti resinoso. Resina em tupi é ysyka, termo presente em outros nomes, como acajucica, cururucica, etc.  Oiticica também é um sobrenome de pessoa.

## Características
Árvore que pode atingir até 15 metros de altura, sempre verde, com folhas simples, com densa cutícula e hipoestomáticas, que possuem seus estômatos protegidos em criptas na sua face abaxial (a visualização deste fenômeno é possível com o uso de microscópio óptico), além de possuir canais resiníferos.

## Ocorrência
Ocorre desde o Piauí e o Ceará até a Bahia, na caatinga e na mata de cocais, sempre próximo a várzeas de rios, terrenos altos, carnaubais e babaçuais (Piauí e Ceará somente, nestes dois últimos casos).

## Utilidades

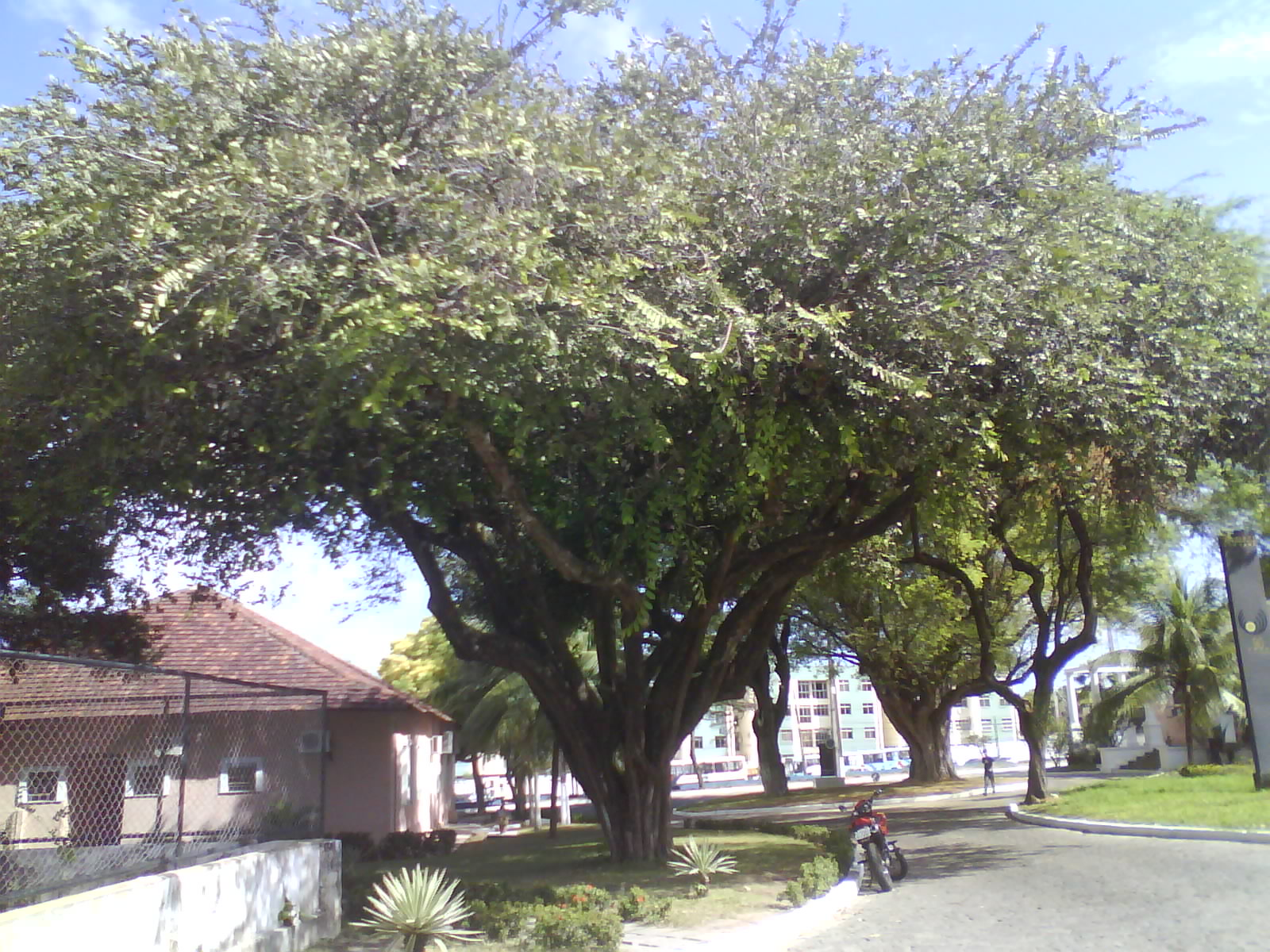
Oiticica cultivada na Universidade Federal do Ceará

Seus frutos podem ser usados para extração de corantes naturais e produção de biodiesel. É de grande potencial como árvore ornamental, pela folhagem sempre verde e as inflorescências amarelas.